# Mléko

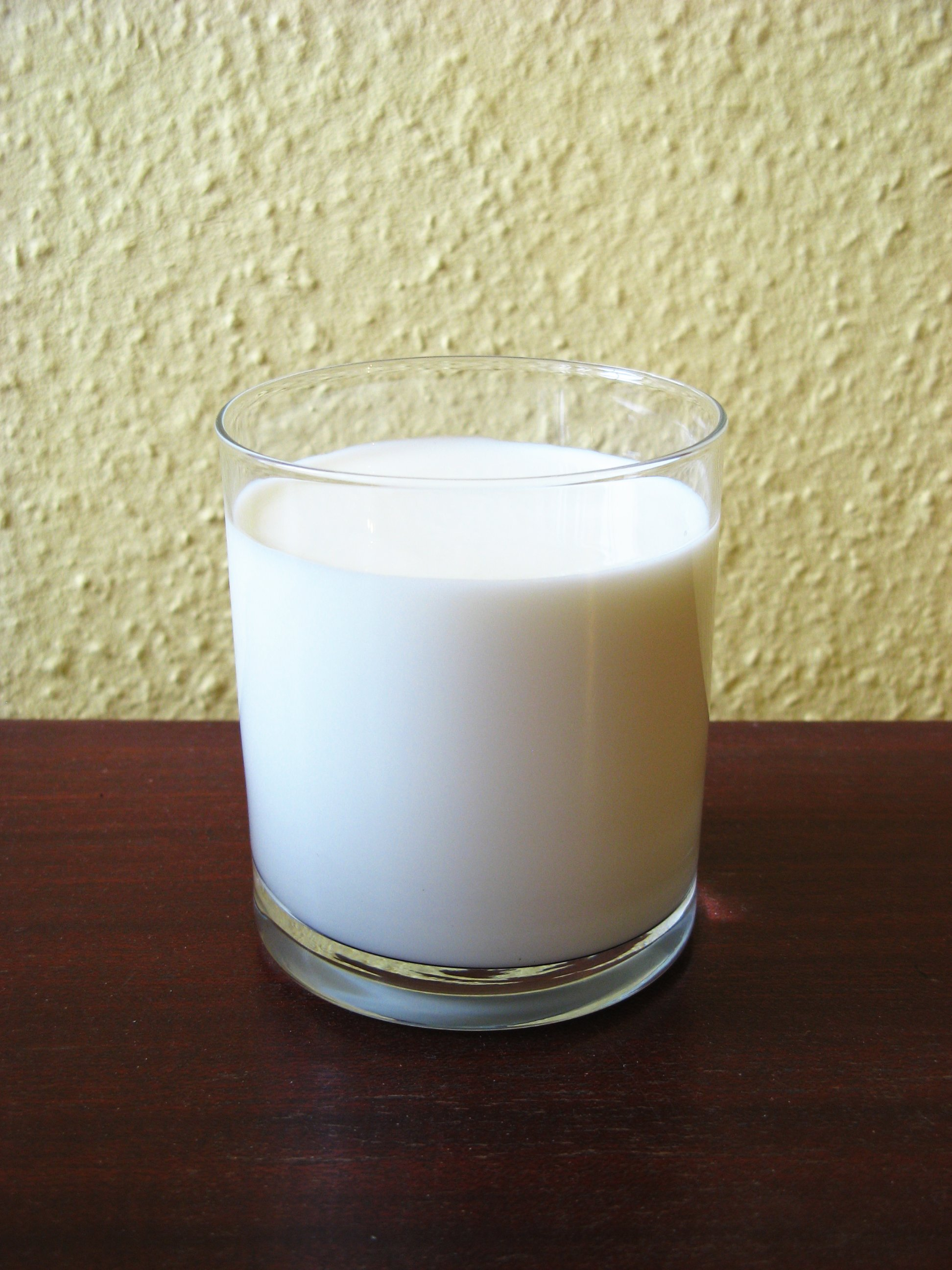
Sklenice mléka

Mléko je produkt mléčných žláz (až na výjimky) samic savců během laktace. Obsahuje bílkoviny, tuky, mléčný cukr laktózu a mnoho dalších stopových látek (vitamíny, minerály). Mléko je základním zdrojem výživy hlavně pro mláďata, která z tzv. „mleziva“ získávají potřebné protilátky a vitamíny pro upevnění své imunity. Savci konzumují mléko dokud nejsou schopni trávit pevnou stravu (píce, maso), v dospělosti zpravidla o schopnost štěpit mléčný cukr laktózu přicházejí. V lidské výživě se označením „mléko“ většinou rozumí nejčastěji konzumované kravské mléko, uplatňují se ale i jiná dobytčí mléka nebo rostlinné náhražky (rostlinné mléko). Charakteristickou bílou barvu mléka způsobuje odraz světla od malých nerozpustných kuliček tuku, které jsou v mléce rozptýleny (mléko je emulze).

## Rozdělení mléka
Mléko může být v různých podobách. Může jít o čerstvé (syrové) mléko, zkyslé mléko, sušené mléko, apod. Rostlinnými náhražkami zvířecího mléka jsou sojové mléko, rýžové mléko, mandlové mléko a další, ty však kromě barvy s (kravským) mlékem nemají nic společného.

### Nezralé mléko
- Mlezivo (colostrum, kolostrum) – první výměšek mléčné žlázy samice několik hodin až dnů po porodu, mládě z něj získává protilátky.

### Zralé mléko
Zralé mléko lze shrnout do skupiny mateřské mléko.
- Lidské mléko – je řídké a má vysoký obsah laktózy (mléčný cukr).
- Kravské mléko – liší svým obsahem tuku, bílkovin a ostatních látek podle plemenné příslušnosti zvířat.

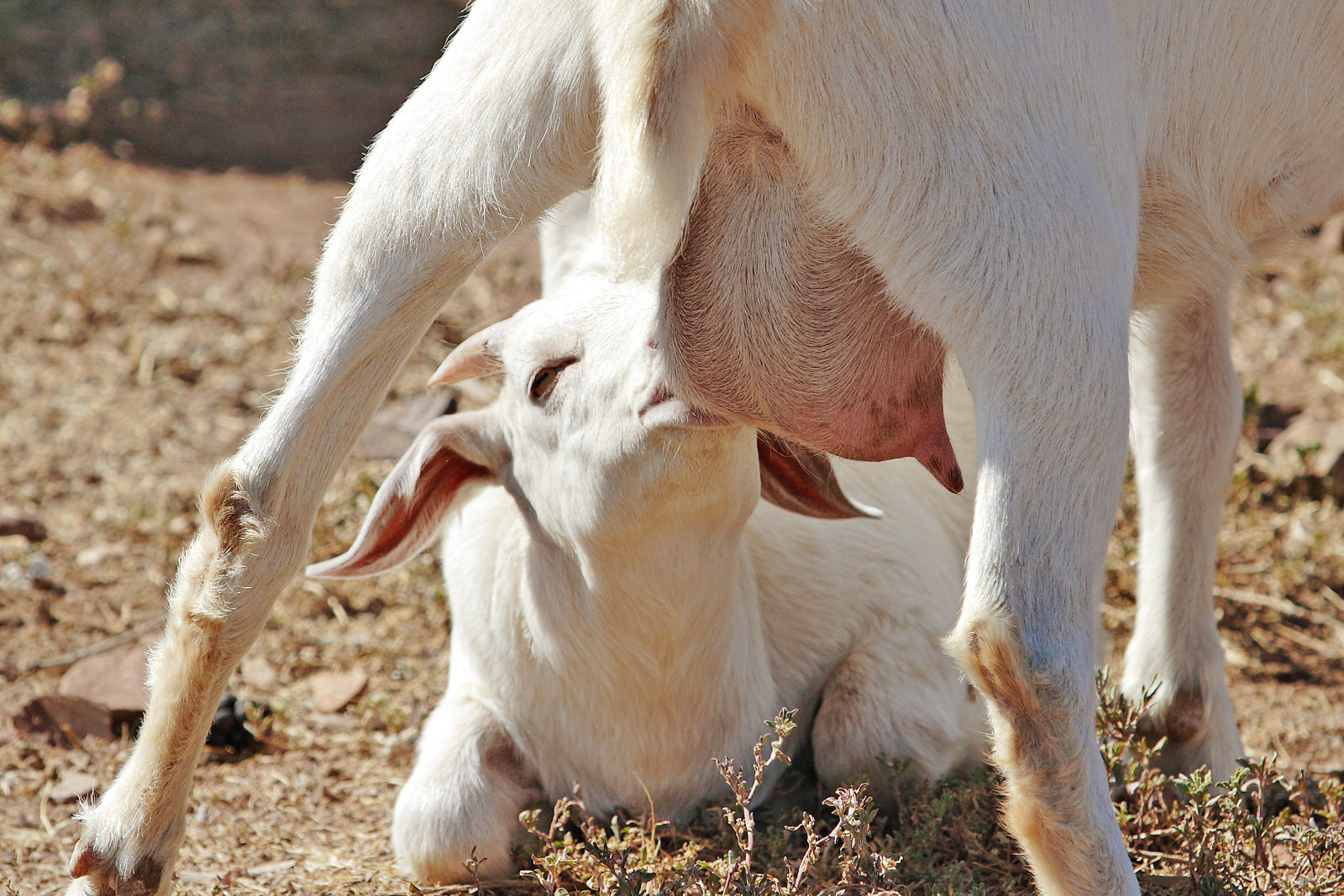
Kojené kůzle

- Kozí mléko
- Ovčí mléko
- Kobylí mléko
- Lamí mléko
- Velbloudí mléko
- Buvolí mléko

## Trávení mléka
Savčí kojenci produkují enzym laktázu, který štěpí mléčný cukr laktózu. U lidí to funguje stejně, s tím, že někteří dospělí lidští jedinci konzumují mléko jiných zvířat (kravské, kozí, ovčí, koňské, lamí…). Tvorba laktázy u lidí v dospělosti klesá (podle etnického původu), v mnoha případech do té míry, že se cukr laktóza stane nestravitelný. Dotyčným pak je od určité dávky z mléka špatně nebo trpí nadměrnou plynatostí a průjmy, trpí zejména intolerancí laktózy – velikost dávky pak závisí na podílu zkonzumovaného mléka na celé stravě a osobních dispozicích. Mléko se nejvíce konzumuje v Evropě a Severní Americe. V Asii pak méně a u obyvatel Afriky je schopnost trávit mléko nejmenší. Lidé, kteří nemohou trávit mléko s obsahem laktózy mají tzv. laktózovou intoleranci, což vzhledem k původnímu účelu mléka není třeba považovat za onemocnění. Intolerance na laktózu se může objevit i kdykoliv v průběhu věku v případě vysazení mléka na delší dobu.

## Zpracování mléka
Mléko se pro lidskou výživu upravuje klasickou pasterizací (v případě mléka se jedná o zahřátí na alespoň 61,5 °C, mléko je pak vhodné pro krátkodobé skladování) nebo ultravysokým záhřevem UHT (částečná chemická změna, při aseptickém balení možnost dlouhodobého uchovávání při pokojové teplotě). Kromě prodloužení trvanlivosti dochází i k ničení patogenů (proti nemocem jako je například tuberkulóza).
Mléko se zpracovává na mléčné výrobky jako jsou smetana, máslo, jogurt, sýr, syrovátka, laktóza, sušené a kondenzované mléko a mnoho jiných potravinových přísad a průmyslových produktů.

## Lidové mýty a pověry
O mléku je rozšířena pověra, že jeho konzumace zvyšuje sekreci hlenu. V případě, že dotčená osoba není alergická na mléčné produkty, vědecké studie dokazují, že tento efekt je smyšlený. Původ a rozšíření pověry zřejmě vychází ze subjektivního pocitu zahlenění po konzumaci mléka, který je způsoben reakcí mléčné emulze se slinami. Víra v uvedený mýtus může pocit umocňovat.
Mléko u normálně živených lidí nefunguje jako protijed.